# Matej Juhart
Matej Juhart (* 19. November 1976) ist ein für Deutschland startender früherer kroatischer Bobsportler.
Matej Juhart lebt in Slowenien in Domžale und in Deutschland in Ramsau. Seit 2005 ist er im Bobsport aktiv, seit 2005 als Mitglied des kroatischen Nationalkaders. Dort war er Anschieber im Bob des Piloten Ivan Šola. Beim ersten gemeinsamen Rennen im Viererbob in Calgary im Bob-Weltcup wurde das Team 26. Bis Ende des Jahres 2007 trat er für Kroatien an, danach wechselte er zum deutschen Verband. Hier gab er im November 2008 bei einem Doppelrenntag in Igls als Anschieber im Zweierbob von Manuel Machata sein internationales Debüt. In einem Rennen erreichten Machata/Juhart einen zweiten, im anderen einen dritten Platz, jeweils bei Siegen von Karl Angerer. In dessen Viererbob startete Juhart im Dezember in Altenberg erstmals für Deutschland im Weltcup und gewann überraschend das Rennen. Dabei profitierte das Team vom Abbruch des Rennens nach dem Sturz eines anderen Bobs im zweiten Durchgang.